# Bahnradsport-Weltmeisterschaften 1922

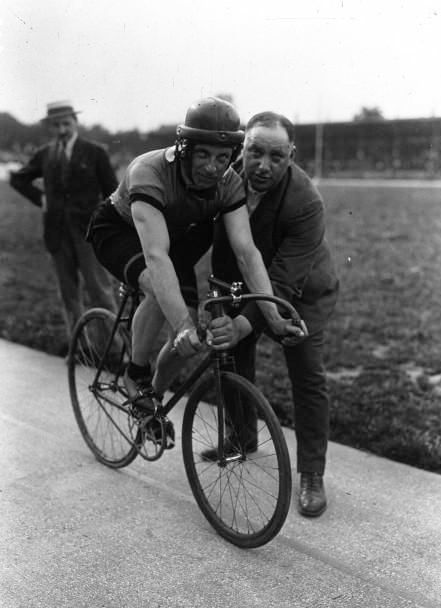
Der Belgier Léon Vanderstuyft gewann den WM-Titel der Profi-Steher.

Die Bahnradsport-Weltmeisterschaften 1922 fanden vom 29. Juli bis 7. August 1922 in Liverpool statt bzw. am 17. September in Paris. Es handelte sich um die ersten Weltmeisterschaften, bei denen die Gewinner das heute übliche Regenbogentrikot erhielten.
Die ursprünglich in Liverpool geplanten Weltmeisterschaften konnten wegen anhaltender Regenfälle nicht dort zu Ende geführt werden, nachdem zahlreiche Vorläufe schon ausgetragen worden waren. Da der englische Radsportverband sich gegen eine Wiederaufnahme der Verbände von Österreich und Deutschland in den Weltradsportverband Union Cycliste Internationale, aus dem sie nach dem Ersten Weltkrieg ausgeschlossen worden waren, gesperrt hatte, sah der Illustrierte Radrenn-Sport darin „eine himmlische Vergeltung“. Zudem sei die Bahn in Liverpool „drittklassig“ und für Steherrennen ungeeignet. Die Weltmeisterschaften wurden im September in Paris zu Ende geführt.

## Resultate

### Berufsfahrer
| Disziplin                 | Platz | Land        | Athlet                        |
| ------------------------- | ----- | ----------- | ----------------------------- |
| Fliegerrennen über 1000 m | 1     | Niederlande | Piet Moeskops                 |
|                           | 2     | Australien  | Robert Spears                 |
|                           | 3     | Belgien     | Alois De Graeve               |
| Steherrennen über 100 km  | 1     | Belgien     | Léon Vanderstuyft             |
|                           | 2     | Schweiz     | Paul Suter                    |
|                           | 3     | Frankreich  | Gustave Ganay/Ernest Pasquier |

### Amateure
| Disziplin                 | Platz | Land                   | Athlet          |
| ------------------------- | ----- | ---------------------- | --------------- |
| Fliegerrennen über 1000 m | 1     | Vereinigtes Königreich | Thomas Johnson  |
|                           | 2     | Niederlande            | Maurice Peeters |
|                           | 3     | Vereinigtes Königreich | William Ormston |